# محوطه بحرآباد
محوطه بحر آباد مربوط به سدهٔ ۴ تاقرن ۹ ه.ق است و در شهرستان جوین، بخش مرکزی، روستای بحرآباد واقع شده و این اثر در تاریخ ۱۰ خرداد ۱۳۸۲ با شمارهٔ ثبت ۸۹۶۳ به‌عنوان یکی از آثار ملی ایران به ثبت رسیده است.